# NGC 6933
NGC 6933 је двојна звезда у сазвежђу Делфин која се налази на NGC листи објеката дубоког неба.
Деклинација објекта је + 7° 23' 16" а ректасцензија 20h 33m 38,2s. Привидна величина (магнитуда) објекта NGC 6933 износи 12,4.